# Andrena labiatula
Andrena labiatula är en biart som beskrevs av Osytshnjuk 1993. Andrena labiatula ingår i släktet sandbin, och familjen grävbin. Inga underarter finns listade i Catalogue of Life.